# 单调函数

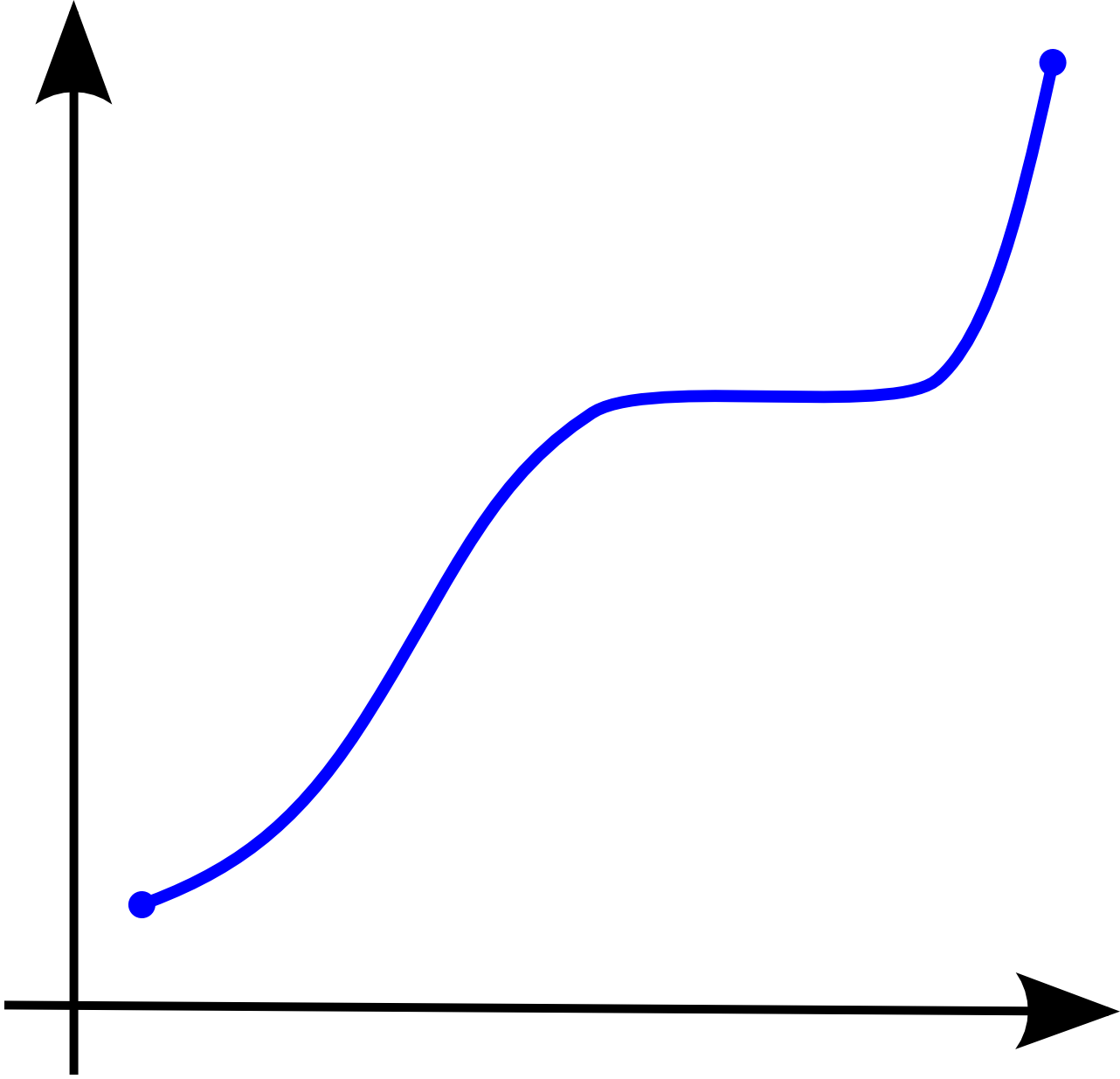
单调非递减函数。

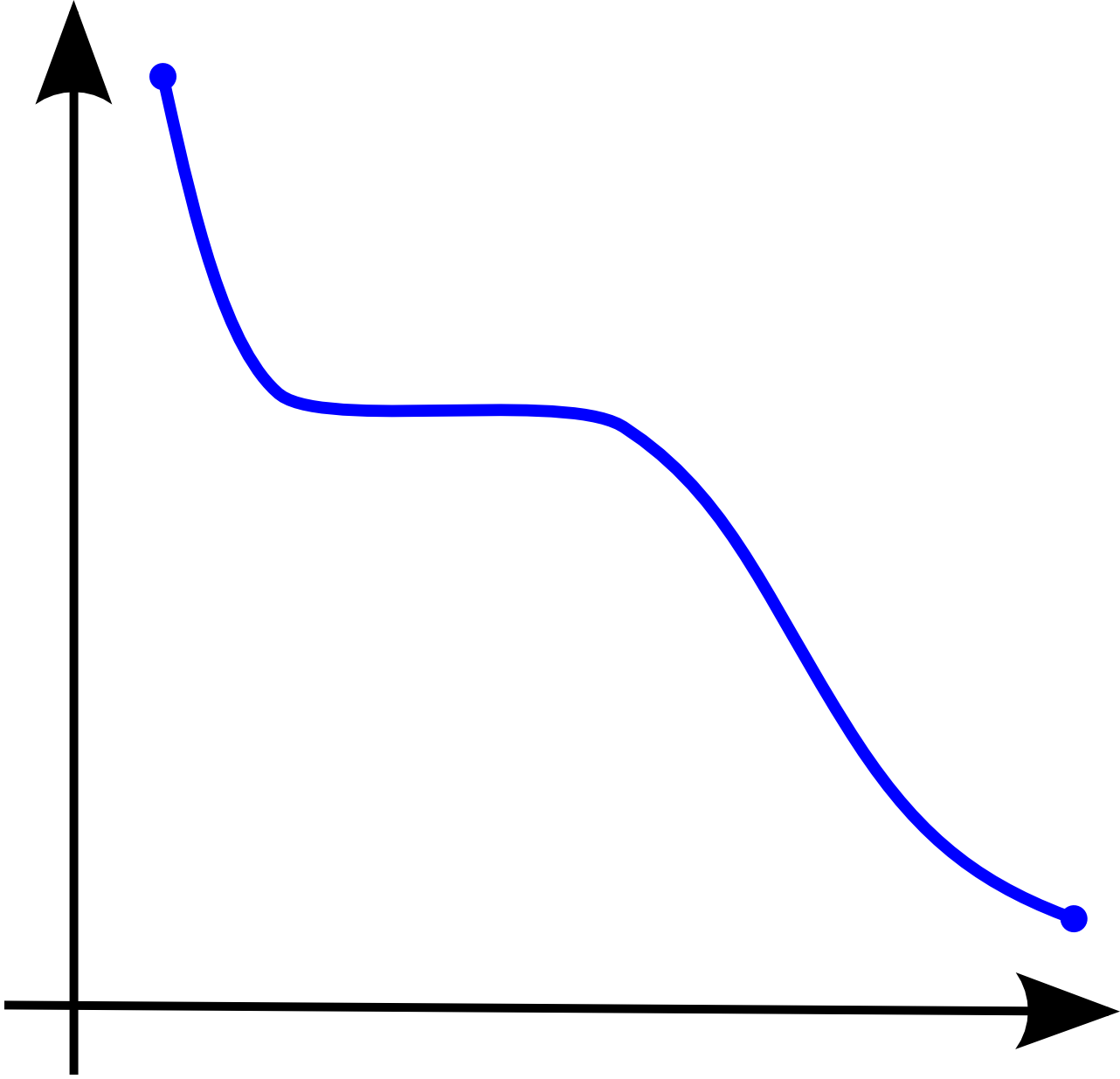
单调非递增函数。

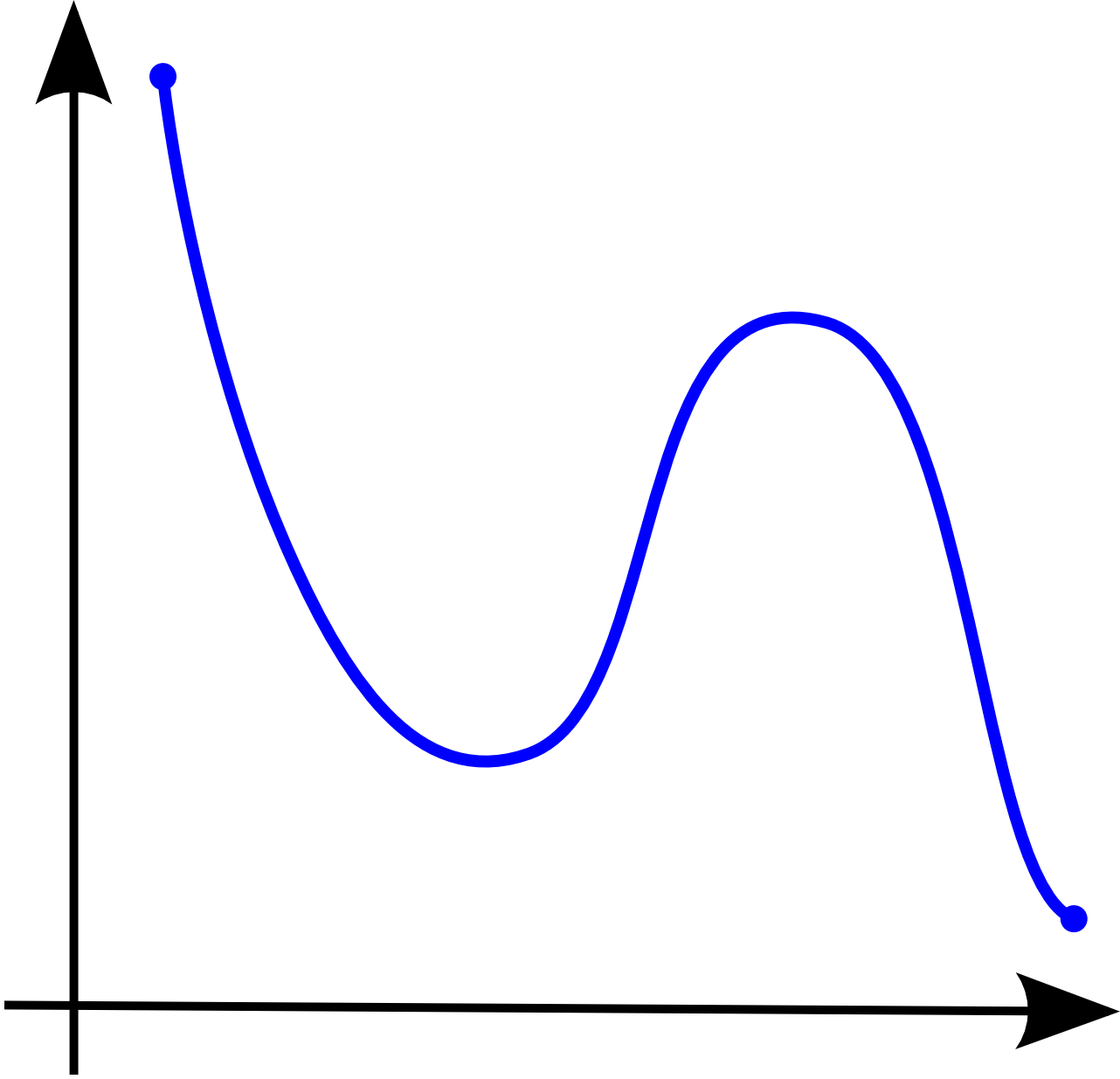
非单调函数。

在数学中，給定函數定義域，當定義域中較小的自變量值小於較大的自變量值時，較小的自變量值對應的因變量值總是小於較大的自變量值對應的因變量值，那麼這個函數就是單調增加函數。當定義域中較小的自變量值小於較大的自變量值時，較小的自變量值對應的因變量值總是大於較大的自變量值對應的因變量值，那麼這個函數就是單調減少函數。單調增加函數和單調減少函數統稱單調函數。
这個概念最先出现在微积分中，后来推广到序理论中更加抽象结构中。尽管概念一般是一致的，两个学科已经发展出稍微不同的术语。在微积分中，我们经常说函数是单调递增和单调递减的，在序理论中偏好术语单调、反单调或序保持、序反转。

## 一般定义
设
{\displaystyle f:P\longrightarrow Q}
是在两个带有偏序≤的集合{\displaystyle P}和{\displaystyle Q}之间的函数。在微积分中，它们是带有平常次序的实数集的子集之间的函数，但是定义仍保持同更一般的序理论定义一样。
函数{\displaystyle f}是单调的，如果只要{\displaystyle x\leq y}，则{\displaystyle f(x)\leq f(y)}。因此单调函数保持次序关系。

## 微积分和实分析中的单调性
在微积分中，经常不需要诉诸序理论的抽象方法。如上所述，函数通常是按自然次序排序的实数集的子集之间的映射。
受在实数上的单调函数的图的形状的启发，这种函数也叫做单调递增的（或"非递减"的）。类似的，函数叫做单调递减的（或"非递增"的），如果只要{\displaystyle x<y}，则{\displaystyle f(x)\geq f(y)}，就说它反转了次序。
如果把定义中的次序≥替换为严格次序>，则得到了更严格的要求。有这样性质的函数叫做严格递增的。还有通过反转序符号，可以得到对应的严格递减。严格递增或递减的函数是一一映射（因为{\displaystyle a<b}蕴涵{\displaystyle a\neq b}）。
要避免把术语非递减和非递增混淆于严格递增和严格递减。

## 序理论中的单调性
在序理论中，不限制于实数集合，可以考虑任意偏序集合甚至是预序集合。在这些情况下上述定义同样适用。但是要避免术语「递增」和「递减」，因为一旦处理的不是全序的次序就没有了吸引人的图像动机。进一步的，严格关系<和>在多数非全序的次序中很少使用，因此不介入它们的额外术语。
单调（monotone）函数也叫做isotone或序保持函数。对偶概念经常叫做反单调、antitone或序反转。因此，反单调函数f满足性质
{\displaystyle x\leq y}蕴涵{\displaystyle f(x)\geq f(y)}，对于它的定义域中的所有{\displaystyle x}和{\displaystyle y}。容易看出两个单调函数的复合也是单调的。
常数函数是单调的也是反单调的；反过来，如果{\displaystyle f}是单调的也是反单调的，并且如果{\displaystyle f}的定义域是格，则{\displaystyle f}必定是常量函数。
单调函数是序理论的中心。它们大量出现于这个主题的文章和在这些地方的找到的应用中。著名的特殊单调函数是序嵌入（{\displaystyle x\leq y}当且仅当{\displaystyle f(x)\leq f(y)}的函数）和序同构（双射序嵌入）。